# Khirbet et-Tannur

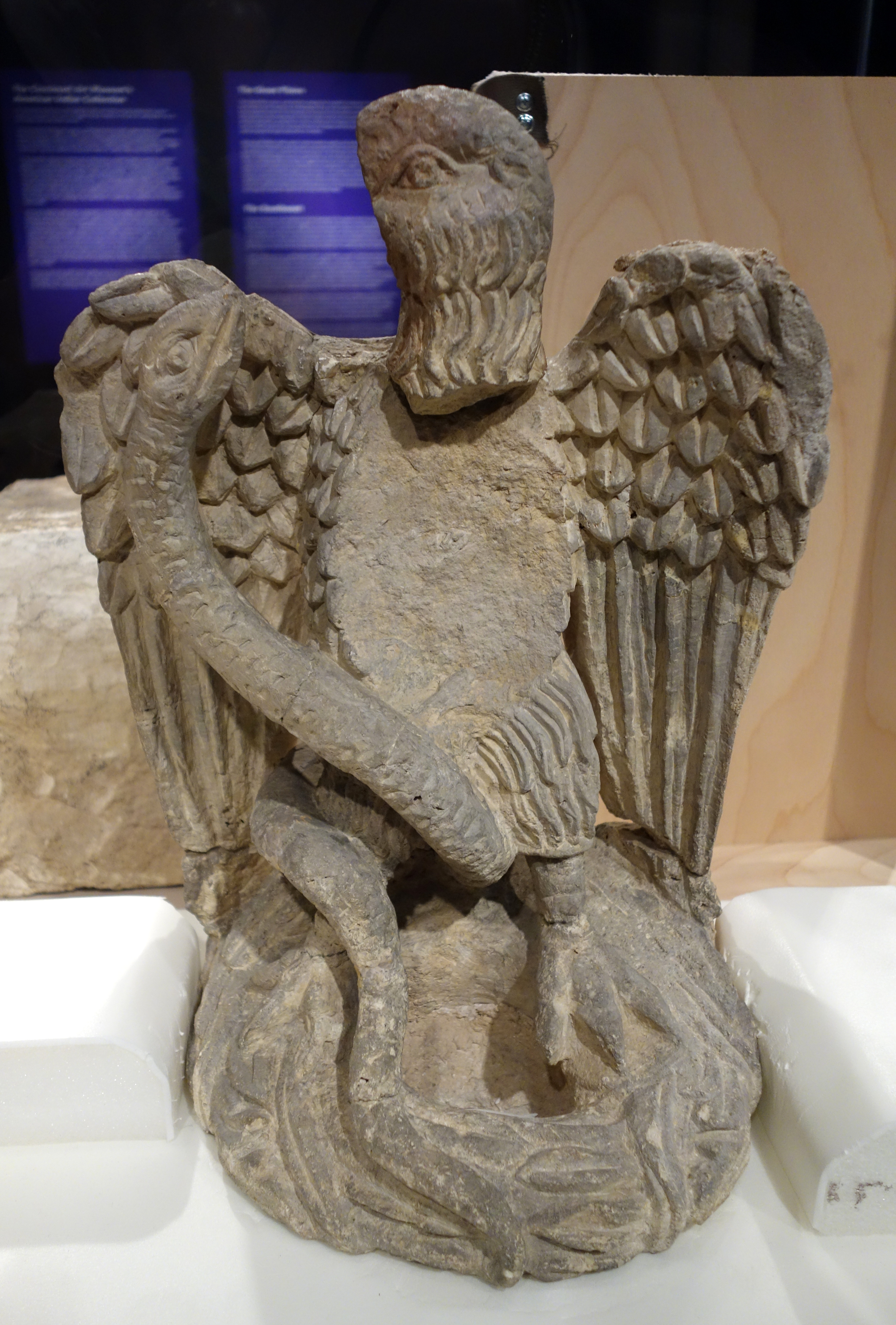
Sculpture nabatéenne représentant un aigle luttant contre un serpent, à Khirbet et-Tannur.

Khirbet et-Tannur (arabe : خربة التنور) ou Khirbet Tannour est un ancien temple nabatéen situé au sommet du Djebel Tannur, dans le Wadi Ha'asa, à environ 70 km au nord de Pétra, dans l'actuelle Jordanie. D'après l'iconographie des statues cultuelles, on ne sait pas encore si le temple était dédié à la déesse de la fertilité Atargatis et à Zeus-Hadad, ou peut-être à d'autres dieux de la religion nabatéenne sous cette forme. La seule inscription qui mentionne une divinité fait référence au dieu édomite Qôs, qui était l'équivalent du dieu arabe Quzah (en), le dieu du ciel.

## Histoire
Khirbet et-Tannur a été fouillé en 1937 par l'archéologue américain Nelson Glueck, alors directeur de l'American Schools of Oriental Research à Jérusalem et du département jordanien des Antiquités. Ce n'est qu'en 1965 que Glueck a publié le livre Deities and Dolphins comme rapport final.
Les vestiges de Khirbet et-Tannur ne comprennent que le complexe du temple situé au sommet d'une montagne isolée, ce qui indique un site fonctionnant uniquement comme un haut lieu religieux semblable à ceux des autres régions nabatéennes,. Bien qu'aucune datation ne soit établie, le temple a connu trois phases différentes. La phase la plus ancienne du temple est généralement datée vers 8-7 avant J.-C. sur la base d'une inscription gravée sur un petit bloc de pierre.
La phase finale a été datée par Glueck, d'après les sculptures et les caractéristiques architecturales du temple et des pièces associées, aux environs du premier quart du deuxième siècle après J.-C.. Une étude des céramiques, des ossements d'animaux et des restes de plantes calcinés a montré que les souvenirs sociaux étaient créés par diverses pratiques de consommation de nourriture et de boisson lors de fêtes rituelles. Certains des animaux sacrifiés étaient préparés et consommés avec du pain, des pâtisseries et du vin.